# Melanobatrachus indicus
Melanobatrachus indicus ist eine Amphibien-Art aus der Familie der Engmaulfrösche. Sie ist die einzige Art der Gattung Melanobatrachus und der Unterfamilie Melanobatrachinae.

## Beschreibung
Die Art erreicht eine Länge von 31 Millimeter. Die Oberseite ist höckerig, die Flanken und die Unterseite sind glatt. Die Grundfarbe ist schwarz, die Höcker auf dem Rücken sind grau. Der Bauch ist grau punktiert. An der Vorder- und Unterseite der Oberschenkel befindet sich jeweils ein großer, scharlachfarbener Fleck. Der Vorderkopf ist kurz und stumpf. Der Canthus rostralis ist ziemlich undeutlich. Der Interorbitalraum ist breiter als ein oberes Augenlid. Die Pupillen sind vertikal. Die Zunge ist elliptisch, ganzrandig und hinten frei abhebbar. Gaumenzähne und Gaumenfalten fehlen. Finger und Zehen sind kurz und abgeplattet. Die Finger sind frei, die Zehen sind zu einem Drittel ihrer Länge durch Schwimmhäute verbunden. Die Schwimmhäute greifen nicht zwischen den Metatarsen der 4. und 5. Zehe ein. Die Finger- und Zehenspitzen sind nicht verbreitert und besitzen einfache, knöcherne Endphalangen. Der erste Finger ist viel kürzer als der zweite. Subarticular- und Metatarsalhöcker sind sehr undeutlich ausgebildet. Das Tarsometatarsalgelenk reicht bei nach vorn an den Körper angelegtem Hinterbein bis vor das Auge. Die Praecoracoide sind sehr schwach ausgebildet und verlaufen mit den Coracoiden fast parallel. Das Omosternum (vorderer Teil des Brustbeins) fehlt. Das Sternum ist knorpelig. Die Querfortsätze des Sacralwirbels sind mäßig stark verbreitert. Männchen besitzen eine subgurale Schallblase.

## Vorkommen
Die Art kommt im südlichen Indien in Kerala und Tamil Nadu südlich von 13° nördlicher Breite vor. Sie besiedelt feuchte, immergrüne Wälder in den Westghats in Höhenlagen von 1000 bis 1500 Meter.

## Systematik
Die Art Melanobatrachus indicus wurde 1878 von Richard Henry Beddome erstbeschrieben. Sie ist die einzige Art der Gattung Melanobatrachus Beddome, 1878 und der Unterfamilie Melanobatrachinae Noble, 1931.